# 홍라희
홍라희(洪羅喜, 1945년 7월 15일~)는 대한민국의 미술기관단체인이다. 삼성 리움 미술관 관장을 역임하였다. 법조, 언론, 정치인인 홍진기 제9대 법무부 장관의 장녀이며, 재벌인 이건희 삼성그룹 제2대 총수의 부인이다.

## 학력
- 덕수초등학교 졸업
- 경기여자중학교 졸업
- 1963년 : 경기여자고등학교 졸업
- 1967년 : 서울대학교 응용미술학 학사

## 생애
1945년 7월 15일 전라북도 전주시에서 태어났다. 법무부 장관과 내무부 장관을 지낸 부친이신 홍진기 법무부, 내무부 장관께서 ‘전라도(全羅道)에서 얻은 기쁨(喜)’ 이라는 뜻의 ‘라희(羅喜)’로 이름을 지었다고 한다. 서울대학교 응용미술학 학사 학위를 졸업하였으며, 1967년 5월 삼성 회장 이병철의 삼남 이건희와 결혼하였다. 슬하에 1남 3녀(이재용, 이부진, 이서현, 이윤형)를 두었으며 원불교 신자라 알려져 있다.
1995년에 시아버지 이병철 삼성 창업주가 세운 호암 미술관 관장으로 취임하였으며, 2004년에 삼성미술관 리움이 개관하면서 리움의 관장으로도 취임하였다. 2008년 4월 2일 '비자금 이용한 고가 미술품 구입 의혹' 조사를 위하여 삼성 특검에 소환돼 조사 받고 검찰로부터 무혐의 처분을 받지만, 삼성미술관 리움을 비롯한 호암미술관 관장, 삼성문화재단 이사에서 사퇴하였다. 남편인 이건희가 삼성 경영에 복귀하면서 2011년 복귀하였다가
2017년 3월 6일 일신상의 이유 들어 삼성 리움 미술관, 호암 미술관 관장직을 동시에 사퇴하였다.

## 미술품 컬렉터
서울대학교에서 응용 미술학을 전공하여 재력과 함께 안목까지 갖춘 컬렉터로 평가되며, 시아버지 이병철과 남편 이건희와는 달리 고미술보다는 미니멀리즘, 팝아트 등 현대 미술을 더 선호하는 것으로 알려져 있다. 영국 미술가 데이미언 허스트, 미국 색면추상 화가 마크 로스코 작품 구입, 대한민국의 화가 이중섭과 박수근 작품도 다수 수집하고 있는 것으로 알려져 있다.

## 경력
- 1975년 7월 ~ 1980년 3월 : 중앙일보 출판문화부 부장
- 1985년 2월 ~ 1998년 1월 : 중앙일보 상무이사
- 1993년 6월 : 삼성 미술 문화 재단 이사
- 1995년 1월 : 호암 미술관 관장
- 1996년 10월 ~ 1998년 8월 : 삼성문화재단 이사장
- 1998년 12월 : 예술의전당 후원회 부회장
- 불이회 회장
- 2004년 ~ 2008년 6월 : 리움 관장
- 2005년 : 아름지기 이사
- 2005년 : 현대미술관회 회장
- 한국메세나협회 부회장
- 2011년 3월 ~ 2017년 3월 : 삼성미술관 리움 관장
- 2013년 9월 ~ 2016년 9월 : 예술의 전당 비상임이사
- 2025년 4월 ~ : 리움미술관 명예관장

## 가족
- 아버지 : 홍진기 : 중앙일보 창업자, 제9대 법무부 장관, 제19대 내무부 장관
- 어머니 : 김윤남 : 원불교 원정사, 귀족 김신석 중추원 참의의 딸
  - 남동생 : 홍석현 : 주미국대사관 대사, 중앙일보 회장, JTBC 회장, 한반도평화만들기 이사장, 여시재 이사
  - 남동생 : 홍석조 : 광주고등검찰청 검사장, BGF리테일 회장
  - 남동생 : 홍석준 : 보광창업투자 회장, 前 삼성SDI 부사장
  - 남동생 : 홍석규 : 휘닉스소재 회장, 한국문화진흥 회장, 보광 대표이사회장
  - 여동생 : 홍라영 : 삼성미술관 리움 총괄부관장
- 시부 : 이병철
- 시모 : 박두을
  - 남편 : 이건희
    - 아들 : 이재용
    - 딸 : 이부진
    - 딸 : 이서현
    - 딸 : 이윤형